# Odessia
Odessia  (лат.) — род морских и солоноватоводных стрекающих из класса гидроидных.

## Виды
- Odessia maeotica (Ostroumoff, 1896)
- Odessia microtentaculata Xu, Huang & Chen, 1991